# Catalina Usme
María Catalina Usme Pineda (Marinilla, Antioquia, Colombia; 25 de diciembre de 1989) es una futbolista colombiana, juega de delantera en Universitario de la Liga Femenina FPF de Perú. Es internacional con la Selección colombiana de fútbol.
Se convirtió en la goleadora histórica de la Selección de Colombia el 4 de abril de 2018 al anotarle 4 goles a la Selección de Uruguay; el partido terminaría 7-0 a favor de Colombia.
En la Copa Libertadores Femenina 2020 logró convertirse en la máxima goleadora de esta competición. 
El 29 de octubre de 2021, Catalina Usme fue nominada a la mejor jugadora del mundo 2021 por la Federación Internacional de Historia y Estadística de Fútbol (IFFHS), siendo la primera futbolista colombiana en ser incluida en esta lista. Fue nominada gracias a sus grandes actuaciones en Liga Profesional Femenina Colombiana 2021 y Copa Libertadores Femenina 2020, logrando ser la goleadora histórica en ambas competencias.

## Selección nacional
Catalina Usme ha sido internacional con la Selección femenina de fútbol de Colombia en varios certámenes internacionales. Su máximo logro con la Selección femenina de fútbol de Colombia ha sido ganar la medalla de oro en los Juegos Panamericanos de 2019, en Lima, Perú. En la actualidad, es la goleadora histórica de todas las selecciones Colombia, superando a Radamel Falcao García, máximo anotador de la Selección masculina de mayores.
El 3 de julio de 2022 fue convocada por el técnico Nelson Abadía para la Copa América Femenina 2022 realizada en Colombia.

### Participaciones en Copas del Mundo
| Mundial              | Sede                      | Resultado        |
| -------------------- | ------------------------- | ---------------- |
| Copa Mundial de 2015 | Canadá                    | Octavos de final |
| Copa Mundial de 2023 | Australia y Nueva Zelanda | Cuartos de final |

### Participaciones en Juegos Olímpicos
| Juegos Olímpicos         | Sede           | Resultado        |
| ------------------------ | -------------- | ---------------- |
| Juegos Olímpicos de 2012 | Londres        | Fase de grupos   |
| Juegos Olímpicos de 2016 | Río de Janeiro | Fase de grupos   |
| Juegos Olímpicos de 2024 | París          | Cuartos de final |

#### Goles internacionales
Listado de goles anotados con la Selección mayor. Actualizado al último gol marcado el 30 de mayo de 2025.
| n.º | Fecha                    | Lugar                                                     | Rival          | Gol   | Resultado | Competición                               |
| --- | ------------------------ | --------------------------------------------------------- | -------------- | ----- | --------- | ----------------------------------------- |
| 1   | 16 de noviembre de 2009  | Estadio Olímpico Patria, Sucre, Bolivia                   | Perú           | 2 – 0 | 3 – 0     | Juegos Bolivarianos 2009                  |
| 2   | 18 de noviembre de 2009  | Estadio Olímpico Patria, Sucre, Bolivia                   | Venezuela      | 2 – 0 | 2 – 0     | Juegos Bolivarianos 2009                  |
| 3   | 24 de noviembre de 2009  | Estadio Olímpico Patria, Sucre, Bolivia                   | Bolivia        | 0 – 3 | 2 – 4     | Juegos Bolivarianos 2009                  |
| 4   | 18 de septiembre de 2010 | Estadio Metropolitano de Techo, Bogotá, Colombia          | Chile          | 2 – 0 | 2 – 0     | Amistoso internacional                    |
| 5   | 5 de noviembre de 2010   | Estadio Federativo Reina del Cisne, Loja, Ecuador         | Paraguay       | 2 – 0 | 3 – 0     | Campeonato Sudamericano 2010              |
| 6   | 13 de noviembre de 2010  | Estadio Alejandro Serrano Aguilar, Cuenca, Ecuador        | Uruguay        | 1 – 0 | 8 – 0     | Campeonato Sudamericano 2010              |
| 7   | 22 de abril de 2011      | Villa Olímpica, Chía, Colombia                            | México         | 1 – 1 | 2 – 3     | Amistoso internacional                    |
| 8   | 25 de octubre de 2011    | Omnilife, Guadalajara, México                             | Canadá         | 1 – 1 | 1 – 2     | Juegos Panamericanos de 2011              |
| 9   | 19 de marzo de 2015      | Estadio General Santander, Cúcuta, Colombia               | Venezuela      | 3 – 1 | 3 – 1     | Amistoso internacional                    |
| 10  | 11 de abril de 2015      | Estadio Olímpico, Tulcán, Ecuador                         | Ecuador        | 0 – 1 | 1 – 4     | Amistoso internacional                    |
| 11  | 31 de mayo de 2015       | Regency Athletic Complex, Denver, Estados Unidos          | Costa Rica     | 1 – 0 | 2 – 0     | Amistoso internacional                    |
| 12  | 31 de mayo de 2015       | Regency Athletic Complex, Denver, Estados Unidos          | Costa Rica     | 2 – 0 | 2 – 0     | Amistoso internacional                    |
| 13  | 13 de junio de 2015      | Estadio de Moncton, Moncton, Canadá                       | Francia        | 2 – 0 | 2 – 0     | Copa Mundial de 2015                      |
| 14  | 11 de julio de 2015      | Tim Hortons Field, Toronto, Canadá                        | México         | 1 – 0 | 1 – 0     | Juegos Panamericanos de 2015              |
| 15  | 18 de julio de 2015      | Tim Hortons Field, Toronto, Canadá                        | Argentina      | 2 – 0 | 2 – 0     | Juegos Panamericanos de 2015              |
| 16  | 25 de mayo de 2016       | Ciudad Deportiva, Pampatar, Venezuela                     | Venezuela      | 0 – 1 | 0 – 2     | Amistoso internacional                    |
| 17  | 27 de mayo de 2016       | Ciudad Deportiva, Pampatar, Venezuela                     | Venezuela      | 0 – 1 | 0 – 1     | Amistoso internacional                    |
| 18  | 9 de agosto de 2016      | Arena da Amazônia, Manaus, Brasil                         | Estados Unidos | 1 – 0 | 2 – 2     | Juegos Olímpicos de 2016                  |
| 19  | 9 de agosto de 2016      | Arena da Amazônia, Manaus, Brasil                         | Estados Unidos | 2 – 2 | 2 – 2     | Juegos Olímpicos de 2016                  |
| 20  | 23 de noviembre de 2017  | Estadio General Santander, Cúcuta, Colombia               | Venezuela      | 1 – 0 | 2 – 0     | Amistoso internacional                    |
| 21  | 23 de noviembre de 2017  | Estadio General Santander, Cúcuta, Colombia               | Venezuela      | 2 – 0 | 2 – 0     | Amistoso internacional                    |
| 22  | 21 de enero de 2018      | Estadio Century Lotus, Foshán, China                      | Vietnam        | 2 – 0 | 2 – 0     | 2018 CFA Four Nations Tournament          |
| 23  | 4 de abril de 2018       | Estadio La Portada, La Serena, Chile                      | Uruguay        | 1 – 0 | 7 – 0     | Copa América 2018                         |
| 24  | 4 de abril de 2018       | Estadio La Portada, La Serena, Chile                      | Uruguay        | 4 – 0 | 7 – 0     | Copa América 2018                         |
| 25  | 4 de abril de 2018       | Estadio La Portada, La Serena, Chile                      | Uruguay        | 5 – 0 | 7 – 0     | Copa América 2018                         |
| 26  | 4 de abril de 2018       | Estadio La Portada, La Serena, Chile                      | Uruguay        | 7 – 0 | 7 – 0     | Copa América 2018                         |
| 27  | 6 de abril de 2018       | Estadio La Portada, La Serena, Chile                      | Chile          | 0 – 1 | 1 – 1     | Copa América 2018                         |
| 28  | 8 de abril de 2018       | Estadio La Portada, La Serena, Chile                      | Paraguay       | 1 – 0 | 5 – 1     | Copa América 2018                         |
| 29  | 8 de abril de 2018       | Estadio La Portada, La Serena, Chile                      | Paraguay       | 2 – 0 | 5 – 1     | Copa América 2018                         |
| 30  | 8 de abril de 2018       | Estadio La Portada, La Serena, Chile                      | Paraguay       | 3 – 0 | 5 – 1     | Copa América 2018                         |
| 31  | 10 de abril de 2018      | Estadio La Portada, La Serena, Chile                      | Perú           | 1 – 0 | 3 – 0     | Copa América 2018                         |
| 32  | 21 de julio de 2018      | Estadio Moderno, Barranquilla, Colombia                   | Venezuela      | 1 – 0 | 3 – 2     | Juegos Centroamericanos y del Caribe 2018 |
| 33  | 6 de agosto de 2019      | Estadio San Marcos, Lima, Perú                            | Costa Rica     | 4 – 3 | 4 – 3     | Juegos Panamericanos de 2019              |
| 34  | 9 de agosto de 2019      | Estadio San Marcos, Lima, Perú                            | Argentina      | 1 – 0 | 1 – 1     | Juegos Panamericanos de 2019              |
| 35  | 10 de abril de 2021      | Estadio Rodrigo Paz Delgado, Quito, Ecuador               | Ecuador        | 0 – 1 | 0 – 1     | Reto Andino                               |
| 36  | 13 de abril de 2021      | Estadio Rodrigo Paz Delgado, Quito, Ecuador               | Ecuador        | 0 – 1 | 0 – 4     | Reto Andino                               |
| 37  | 13 de abril de 2021      | Estadio Rodrigo Paz Delgado, Quito, Ecuador               | Ecuador        | 0 – 2 | 0 – 4     | Reto Andino                               |
| 38  | 13 de abril de 2021      | Estadio Rodrigo Paz Delgado, Quito, Ecuador               | Ecuador        | 0 – 3 | 0 – 4     | Reto Andino                               |
| 39  | 13 de abril de 2021      | Estadio Rodrigo Paz Delgado, Quito, Ecuador               | Ecuador        | 0 – 4 | 0 – 4     | Reto Andino                               |
| 40  | 28 de noviembre de 2021  | Estadio Deportivo Cali, Palmira, Colombia                 | Uruguay        | 1 – 0 | 3 – 2     | Amistoso internacional                    |
| 41  | 28 de noviembre de 2021  | Estadio Deportivo Cali, Palmira, Colombia                 | Uruguay        | 2 – 0 | 3 – 2     | Amistoso internacional                    |
| 42  | 20 de febrero de 2022    | Estadio Olímpico Pascual Guerrero, Cali, Colombia         | Argentina      | 1 – 1 | 2 – 2     | Amistoso internacional                    |
| 43  | 20 de julio de 2022      | Estadio Centenario, Armenia, Colombia                     | Chile          | 1 – 0 | 4 – 0     | Copa América 2022                         |
| 44  | 3 de septiembre de 2022  | Estadio Deportivo Cali, Palmira, Colombia                 | Costa Rica     | 1 – 0 | 1 – 0     | Amistoso internacional                    |
| 45  | 6 de septiembre de 2022  | Estadio Olímpico Pascual Guerrero, Cali, Colombia         | Costa Rica     | 1 – 0 | 2 – 0     | Amistoso internacional                    |
| 46  | 21 de febrero de 2023    | Estadio León, León, México                                | México         | 0 – 1 | 1 – 1     | Women's Revelations Cup                   |
| 47  | 7 de abril de 2023       | Stade Gabriel Montpied, Clermont-Ferrand, Francia         | Francia        | 0 – 2 | 5 – 2     | Amistoso internacional                    |
| 48  | 11 de abril de 2023      | Stadio Tre Fontane, Roma, Italia                          | Italia         | 2 – 1 | 2 – 1     | Amistoso internacional                    |
| 49  | 17 de junio de 2023      | Estadio Rommel Fernández, Ciudad de Panamá, Panamá        | Panamá         | 0 – 1 | 0 – 2     | Amistoso internacional                    |
| 50  | 21 de junio de 2023      | Estadio Olímpico Pascual Guerrero, Cali, Colombia         | Panamá         | 1 – 0 | 1 – 1     | Amistoso internacional                    |
| 51  | 24 de julio de 2023      | Stadium Australia, Sídney, Australia                      | Corea del Sur  | 1 – 0 | 2 – 0     | Copa Mundial de 2023                      |
| 52  | 8 de agosto de 2023      | Estadio Rectangular, Melbourne, Australia                 | Jamaica        | 1 – 0 | 1 – 0     | Copa Mundial de 2023                      |
| 53  | 21 de febrero de 2024    | Snapdragon Stadium, San Diego, Estados Unidos             | Panamá         | 2 – 0 | 6 – 0     | Copa Oro Femenina 2024                    |
| 54  | 27 de febrero de 2024    | Snapdragon Stadium, San Diego, Estados Unidos             | Puerto Rico    | 1 – 0 | 2 – 0     | Copa Oro Femenina 2024                    |
| 55  | 6 de abril de 2024       | Exploria Stadium, Orlando, Estados Unidos                 | México         | 0 – 1 | 0 – 1     | Amistoso internacional                    |
| 56  | 9 de abril de 2024       | Hinchliffe Stadium, Paterson, Estados Unidos              | Guatemala      | 0 – 3 | 0 – 3     | Amistoso internacional                    |
| 57  | 2 de junio de 2024       | Estadio Metropolitano de Lara, Cabudare, Venezuela        | Venezuela      | 0 – 1 | 0 – 3     | Amistoso internacional                    |
| 58  | 25 de julio de 2024      | Parc Olympique Lyonnais, Lyon, Francia                    | Francia        | 3 – 1 | 3 – 2     | Juegos Olímpicos de 2024                  |
| 59  | 26 de octubre de 2024    | Estadio Kleber Andrade, Cariacica, Brasil                 | Brasil         | 0 – 1 | 1 – 1     | Amistoso internacional                    |
| 60  | 30 de noviembre de 2024  | NSU Soccer Stadium, Davie, Estados Unidos                 | Argentina      | 1 – 1 | 1 – 1     | Amistoso internacional                    |
| 61  | 26 de febrero de 2025    | Snapdragon Stadium, San Diego, Estados Unidos             | Australia      | 1 – 2 | 1 – 2     | Copa SheBelieves 2025                     |
| 62  | 30 de mayo de 2025       | Incheon Namdong Asiad Rugby Field, Incheon, Corea del Sur | Corea del Sur  | 0 – 1 | 0 – 1     | Amistoso internacional                    |

## Clubes

### Amateur
| Club           | País     | Año         | Partidos | Goles |
| -------------- | -------- | ----------- | -------- | ----- |
| Formas Íntimas | Colombia | 2007 - 2016 | 39       | 47    |

### Profesional
| Club            | País     | Año         | Partidos | Goles |
| --------------- | -------- | ----------- | -------- | ----- |
| América de Cali | Colombia | 2017        | 12       | 10    |
| Santa Fe        | Colombia | 2017        | 3        | 4     |
| América de Cali | Colombia | 2018 - 2023 | 78       | 51    |
| Pachuca FC      | México   | 2023        | 0        | 0     |
| Galatasaray     | Turquía  | 2024        | 0        | 0     |
| Universitario   | Perú     | 2025        | 0        | 0     |

## Estadísticas
| Club                                | Div.       | Temporada  | Liga  | Liga  | Liga   | Copas Nacionales(1) | Copas Nacionales(1) | Copas Nacionales(1) | Torneos Internacionales(2) | Torneos Internacionales(2) | Torneos Internacionales(2) | Total | Total | Total  | Media Goleadora(3) |
| Club                                | Div.       | Temporada  | Part. | Goles | Asist. | Part.               | Goles               | Asist.              | Part.                      | Goles                      | Asist.                     | Part. | Goles | Asist. | Media Goleadora(3) |
| ----------------------------------- | ---------- | ---------- | ----- | ----- | ------ | ------------------- | ------------------- | ------------------- | -------------------------- | -------------------------- | -------------------------- | ----- | ----- | ------ | ------------------ |
| América de Cali Femenino · Colombia | L.P.F      | 2017       | 12    | 10    | 0      | -                   | -                   | -                   | -                          | -                          | -                          | 12    | 10    | 0      | 0,83               |
| América de Cali Femenino · Colombia | L.P.F      | 2018       | 14    | 9     | 0      | -                   | -                   | -                   | -                          | -                          | -                          | 14    | 9     | 0      | 0,64               |
| América de Cali Femenino · Colombia | L.P.F      | 2019       | 12    | 5     | 0      | -                   | -                   | -                   | 6                          | 4                          | -                          | 18    | 9     | 0      | 0,50               |
| América de Cali Femenino · Colombia | L.P.F      | 2020       | 10    | 4     | 0      | -                   | -                   | -                   | 6                          | 2                          | -                          | 16    | 6     | 0      | 0,38               |
| América de Cali Femenino · Colombia | L.P.F      | 2021       | 10    | 12    | 0      | -                   | -                   | -                   | -                          | -                          | -                          | 10    | 12    | 0      | 1,33               |
| América de Cali Femenino · Colombia | L.P.F      | 2022       | 21    | 15    | 0      | -                   | -                   | -                   | 6                          | 2                          | -                          | 27    | 17    | 0      | 0,71               |
| América de Cali Femenino · Colombia | L.P.F      | 2023       | 21    | 11    | 0      | -                   | -                   | -                   | 0                          | 0                          | -                          | 21    | 11    | 0      | 0,52               |
| América de Cali Femenino · Colombia | Total club | Total club | 100   | 66    | 0      | -                   | -                   | -                   | 18                         | 8                          | -                          | 118   | 74    | 0      | 0,67               |
| Santa Fe · Colombia                 | LIB        | 2017       | -     | -     | -      | -                   | -                   | -                   | 3                          | 4                          | -                          | 3     | 4     | 0      | 1,33               |
| Santa Fe · Colombia                 | Total club | Total club | -     | -     | -      | -                   | -                   | -                   | 3                          | 4                          | -                          | 3     | 4     | 0      | 1,33               |

## Palmarés

### Títulos nacionales
| Título                              | Club            | País     | Año  |
| ----------------------------------- | --------------- | -------- | ---- |
| Copa Prelibertadores                | Formas Íntimas  | Colombia | 2013 |
| Copa Prelibertadores                | Formas Íntimas  | Colombia | 2015 |
| Liga Femenina                       | América de Cali | Colombia | 2019 |
| Liga Femenina                       | América de Cali | Colombia | 2022 |
| Copa Telepacifico Profesional (LFV) | América de Cali | Colombia | 2022 |

### Títulos internacionales
| Título               | Equipo                         | Sede    | Año  |
| -------------------- | ------------------------------ | ------- | ---- |
| Juegos Bolivarianos  | Selección femenina de Colombia | Bolivia | 2009 |
| Juegos Panamericanos | Selección femenina de Colombia | Perú    | 2019 |

### Distinciones individuales
| Distinción                                                       | Año  |
| ---------------------------------------------------------------- | ---- |
| Máxima Goleadora de la Prelibertadores 2013 (2 goles)            | 2013 |
| Máxima Goleadora de la Prelibertadores 2015 (6 goles)            | 2015 |
| Máxima Goleadora de la Copa Libertadores Femenina 2015 (8 goles) | 2015 |
| Máxima Goleadora de la Campeonato Nacional 2016 (27 goles)       | 2016 |
| Máxima Goleadora de la Copa Libertadores Femenina 2017 (4 goles) | 2017 |
| Máxima Goleadora de la Copa América Femenina 2018 (9 goles)      | 2018 |
| Once ideal Copa Libertadores Femenina 2020                       | 2021 |
| Máxima Goleadora Histórica Copa Libertadores Femenina (29 goles) | 2021 |
| Máxima Goleadora Liga Profesional Femenina (12 goles)            | 2021 |
| Máxima Goleadora histórica Liga Profesional Femenina (55 goles)  | 2022 |
| Máxima Goleadora Liga Profesional Femenina (15 goles)            | 2022 |
| Máxima Goleadora Copa Telepacifico                               | 2022 |